# Gélose DCLS
Désoxycholate-Citrate-Lactose-Saccharose est un milieu de culture.

## Usage
Isolement des Salmonella-Shigella.
Pas d'envahissement du milieu par proteus

## Composition
| peptone (mélange spécial) | 10,0 grammes |
| lactose                   | 5,0 grammes  |
| saccharose                | 5,0 grammes  |
| citrate de sodium         | 10,5 grammes |
| désoxycholate de sodium   | 2,5 grammes  |
| rouge neutre              | 0,03 gramme  |
| thiosulfate de sodium     | 5,0 grammes  |
| agar                      | 12,0 grammes |
| pH                        | 7,3          |

## Préparation
50 grammes par litre. Ne pas autoclaver.

## Lecture
Les colonies sont des colonies de bacilles Gram-
- Colonies rouges : lactose +
- Colonies incolores ou jaunes : lactose -
- si la composition inclut du fer III un centre noir révèle la production de sulfure d'hydrogène (H2S+)